# 圣托马斯 (北达科他州)
圣托马斯（英語：St. Thomas），是美国北达科他州下属的一座城市。根据2010年美国人口普查，该市有人口331人。2011年估计该市有人口327人，相对于2010年，增长率为?1.21%。